# Мост Большой Бельт

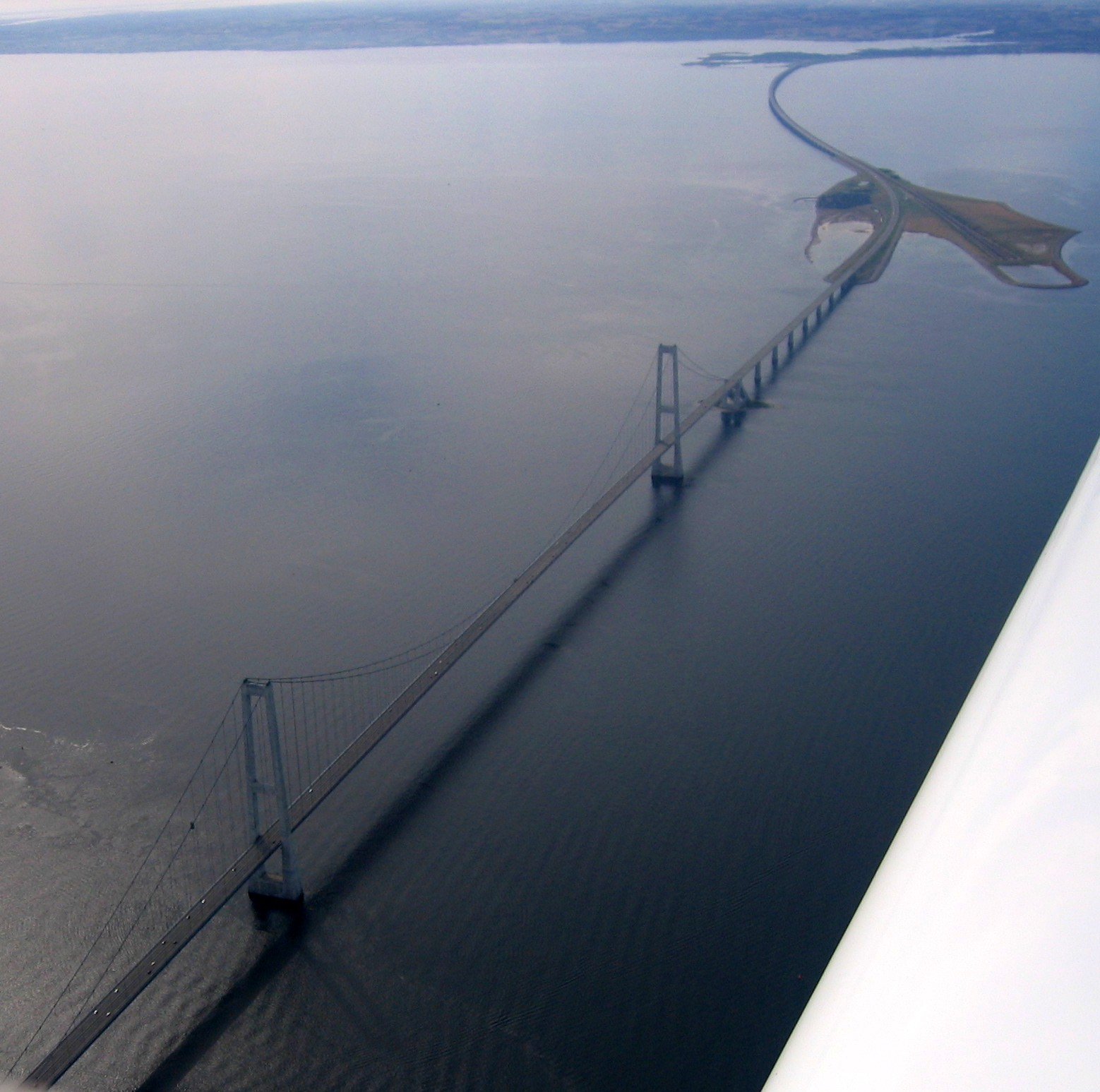
Вид с воздуха

Мост Большой Бельт (дат. Storebæltsforbindelsen) — висячий мост в Дании, четвёртый в мире по длине пролёта. Пересекает одноимённый пролив и соединяет острова Фюн и Зеландия. Строился в период с 1988 по 1998 год. Окончательная стоимость переправы через пролив составила 21,4 млрд датских крон. После постройки моста время переправы между островами сократилось более чем на час, а также значительно увеличились пассажирские и грузовые перевозки между восточной и западной частью Дании. Ежедневно по мосту Большой Бельт проезжает 27 600 автомобилей (паромная переправа обеспечивала не более 8000).

## Конструкция
Вся 18-километровая транспортная система состоит из висячего моста и железнодорожного тоннеля на востоке, промежуточного острова Спрогё, и автомобильно-железнодорожного моста на западе. Автомобильное движение четырёхполосное, железнодорожное — двухпутное, электрифицированное.

### Восточный мост
Восточный виадук Восточного моста имеет длину 2800 м, западный — 1700 м. Главная часть представлена подвесным мостом с центральным пролётом в 1624 м и двумя боковыми пролётами по 585 м, высота пролёта над водой составляет 57 м, что позволяет свободно проходить под мостом крупным морским судам. Пилоны выполнены из железобетона, а настил из стали. Пилоны поднимаются на 280 м над уровнем моря и состоят из двух пустотелых конусообразных колонн, соединенных двумя траверсами. Деформация жёсткой секции колонн едва заметна в верхней части и более отчётливо прорисовывается под дорожным настилом. Таким образом удалось сочетать должный эстетический облик с техническими требованиями по гашению напряжений, испытываемых конструкцией под воздействием силы ветра. Особое внимание было уделено внешнему виду креплений подвесных тросов: чтобы они не выглядели слишком хрупкими на фоне общей массы конструкции, соответствующие блоки были поделены на отдельные треугольные секции.

### Западный мост
Западный мост представляет собой два прилегающих виадука длиной 6611 м и пролётом 18 м, по северной части идёт железнодорожное, по южной — автомобильное движение.

### Тоннель
Железнодорожный тоннель имеет длину 8024 м и максимальную глубину 75 м, он идёт параллельно восточному мосту.

### Значение моста
Мост имеет огромное значение для Европы. Благодаря мосту прямой путь из Копенгагена в Оденсе занимает лишь 1 час 15 минут, из Копенгагена в Орхус — 2 часа 30 минут, из Копенгагена в Ольборг — 3 часа 55 минут. Благодаря строительству моста были прекращены внутренние авиаперелеты между Копенгагеном и Оденсе, количество авиарейсов между Копенгагеном и городами Орхус, Ольборг и Эсбьерг было значительно сокращено. Основным общественным транспортом на этих направлениях стал поезд. Вместе с мостом через Эресунн мост Большой Бельт обеспечивает прямую связь между континентальной Европой и Скандинавией. Благодаря этому мосту резко увеличось количество поездок на поездах и автомобилях между Швецией и Германией, восточной Данией и Германией. Так, благодаря этому мосту путь из Гамбурга в Копенгаген на ночном поезде занимает 4 часа 45 минут, на автомобиле — около 4 часов.
Мост является платной дорогой в Дании. Стоимость проезда на легковом автомобиле через мост Большой Бельт в 2020 году составляет 235 датских крон (33 евро). А стоимость проезда по Эресуннскому мосту между Копенгагеном и шведским Мальмё составляет 53 евро.

## Влияние на экологию
В процессе строительства моста флора и фауна пострадали больше, чем заявлялось в предварительных оценках, однако после его завершения они быстро восстановились, и в результате никакого непоправимого ущерба не было нанесено.
В результате строительства моста предпочтение отдается поездам и автомобилям, а не самолетам и паромам. Это привело к экономии электроэнергии от 2,5 до 3 петаджоулей в год, что составляет 2 % потребления электроэнергии на транспорт в Дании. Плюс отмечается сокращение выбросов углекислого газа.